# Xysticus peccans
Xysticus peccans is een spinnensoort uit de familie van de krabspinnen (Thomisidae).
De wetenschappelijke naam van de soort werd in 1876 gepubliceerd door Octavius Pickard-Cambridge.